# Oetingen

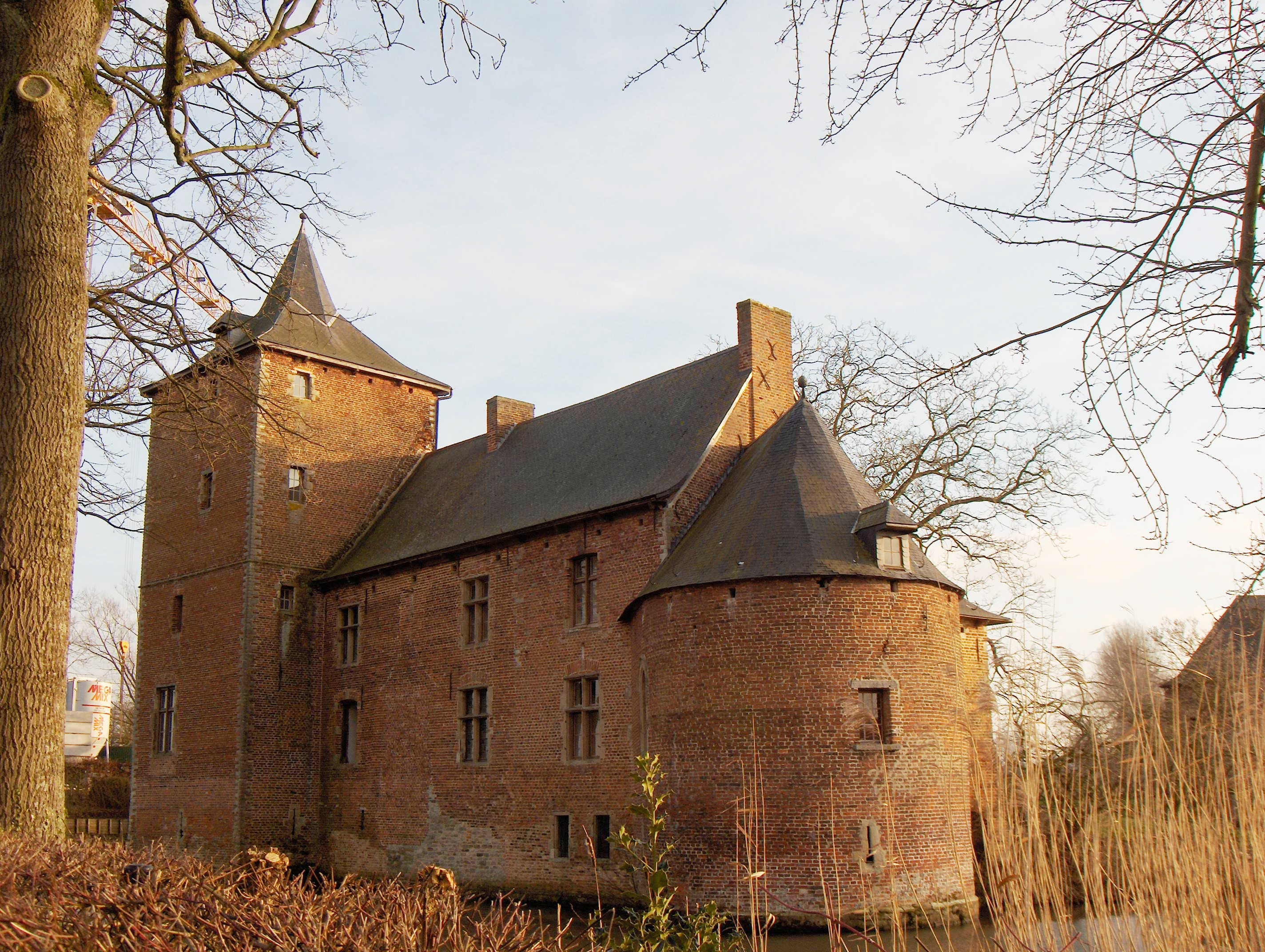
Oetingen, Kasteel van Heetvelde

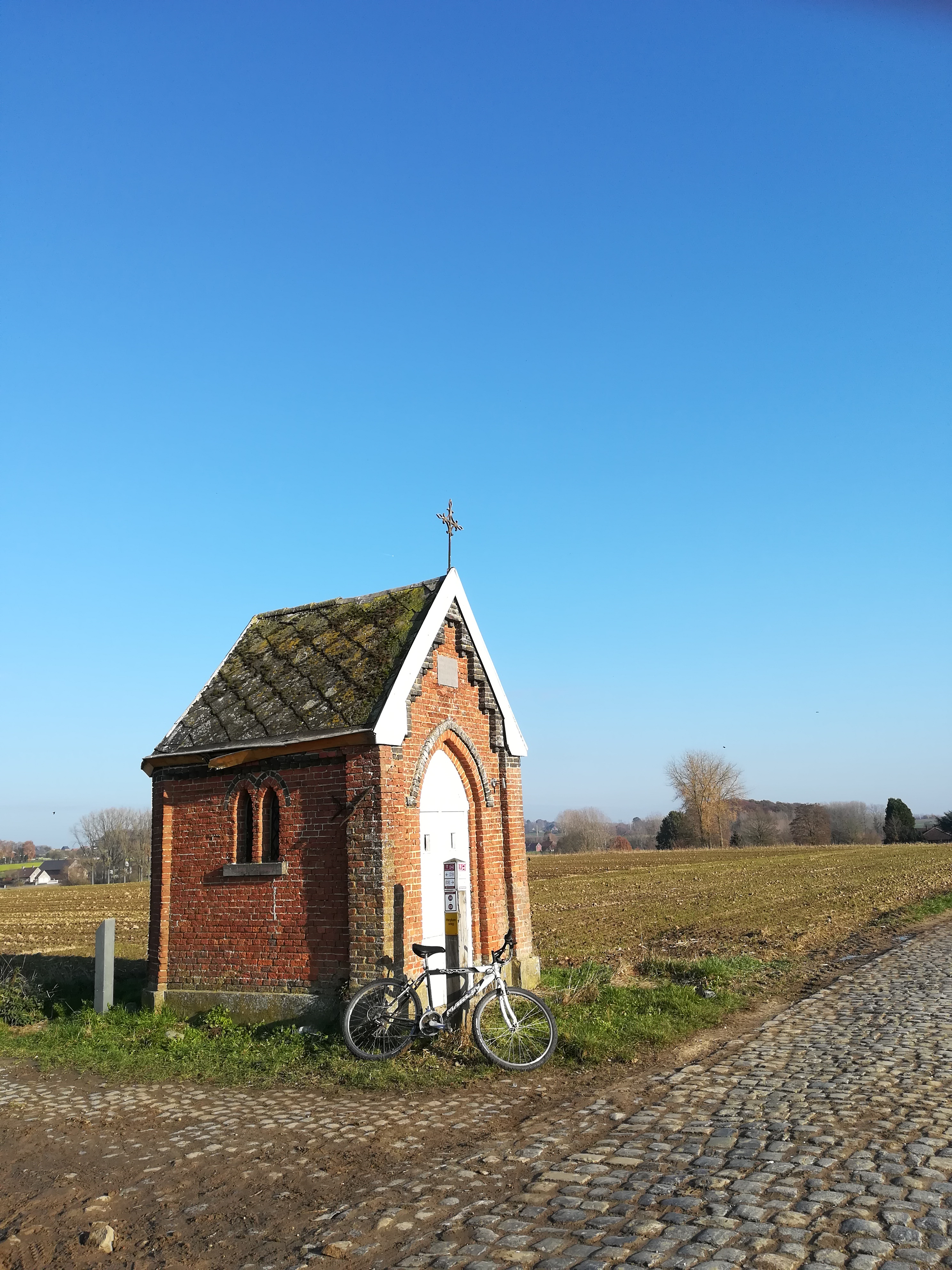
De Viergatenkapel.

Oetingen is een dorp en deelgemeente van Pajottegem in de Belgische provincie Vlaams-Brabant en de geografische streek Pajottenland. Oetingen was een zelfstandige gemeente tot aan de gemeentelijke herindeling van 1977 toen het bij Gooik gevoegd werd. Vervolgens fusioneerde Gooik in 2025 met Herne en Galmaarden tot Pajottegem. 
Het dorp heeft zijn landelijk karakter vrij goed bewaard, hoewel er de laatste jaren meer en meer bouwprojecten zijn die dit aantasten.
Het huidige dorpscentrum, gevormd door het rechthoekige plein met de kerk, het gemeentehuis en de pastorie, ontstond slechts in 1860 toen "de oude plaats" (Oetings: D'Aa Plosj), waar van oudsher de kerk, pastorie, plaatselijk kasteel en hoeve gelegen waren, verlaten werd voor het nieuwe centrum.

## Etymologie
Oetingen wordt voor het eerst vermeld als Otinga in 1196, daarna vinden we de benamingen Otenghem (1209 en 1211) en Otengis(1217) terug. Deze benamingen komen van de Germaanse stam: Ōtinga (Ōto-ingahaim), wat "De lieden van Ōto" wil zeggen. Op kaarten uit de 18de en 19 de eeuw wordt het dorp Oetinghe of Oetinghen genoemd.

## Geschiedenis
- Onder het ancien régime maakte Oetingen deel uit van het graafschap Henegouwen. Kerkelijk was het dorp ingedeeld bij het bisdom Kamerijk. Deze situatie veranderde na de Franse invasie, toen Oetingen een gemeente werd in het kanton Herne van het Dijledepartement.[4] Dit departement werd nadat de Fransen verdreven waren omgevormd tot de provincie Zuid-Brabant, de latere Belgische provincie Brabant. Sedert de jongste fusie in 1977 vormt Oetingen samen met Gooik, Kester en Leerbeek een nieuwe administratieve entiteit.
- Het middeleeuwse centrum van Oetingen lag ongeveer 1,5 km ten noordwesten van het huidige centrum, op D'Aa Plosj. Hier was vroeger ook een kasteel van de heren van Oetingen, dat nu verdwenen is. Tijdens de middeleeuwen groeide Oetingen echter meer uit naar het (zuid)oosten, onder andere de buurten Gracht en Turquyen. Toen rond 1700 de oude kerk bouwvallig werd, was er dan ook discussie waar de nieuwe kerk gebouwd moest worden. In 1858 werd hij uiteindelijk gebouwd in wat nu het centrum is. De oude kerk werd afgebroken en deels verwerkt in de nieuwe. Op de plaats van de oude kerk staat vandaag alleen nog maar een kapelletje. Ook de oude pachthoeve en pastorie zijn nog rond de Oude Plaats te vinden.[5]
- Tijdens de Eerste Wereldoorlog sneuvelden er 8 Oetingenaars aan het front. Zij worden herdacht met een oorlogsmonument aan de kerk.
- Tussen 1906 en 1959 liep de tramlijn 287 Leerbeek – Oetingen – Denderwindeke – Ninove (Denderkaai) door het dorp.[6][7] Tegenwoordig is het grootste deel van deze tramlijn begaanbaar voor wandelaars, fietsers, ruiters en landbouwverkeer. Er is sprake om via een ruilverkaveling de gehele route begaanbaar te maken.

## Bezienswaardigheden
- Het Kasteel van Heetvelde, plaatselijk ook gekend als Het Waterkasteelke. Voormalige burcht van de heren van Heetvelde. De huidige toestand resulteert van een wederopbouw van een waterburcht in de 17e eeuw, mits overname van oudere elementen, onder meer de donjon uit einde 16e eeuw, met schaarse aanpassingen in de loop van 18de en 19de eeuw.[8] Dit kasteel had een strategische ligging doordat het op de grens lag van het hertogdom Brabant, graafschap Henegouwen en graafschap Vlaanderen.
- De Mariagrot, vaak gewoon 'De Grot' genoemd. Gelegen voor Kasteel Kervijn op de hoek van de Kasteelstraat en de Kerkstraat.
- Het Kasteel Kervijn, een neotraditioneel landhuis van het einde van de 19de eeuw. Gebouwd in opdracht van barones Maria Peers de Nieuwburgh.[9] De gronden rond het kasteel werden in 2009 grotendeels verkaveld. Sinds 2010 ligt op deze verkaveling de Kervijnstraat (De Nieuwe Wijk).
- De Sint-Ursmaruskerk: Neogotische kerk opgetrokken naar ontwerp van architect Spaak, met wijzigingen van Noyer, gedateerd in het bouwopschrift: me aedificarunt/ E. Puyenbroeck Pastor/ et J.B. Seghers Burgmagister/ 1858.[8]
- Net als andere dorpjes in het Pajottenland telt Oetingen enkele pittoreske kapelletjes.

## Natuur en landschap
Oetingen ligt op een hoogte van 35-100 meter. In het westen vindt men getuigenheuvels met daarop het Steenhoutbos en het Hellebos. Het Steenhoutbos is een deel van het Kasteeldomein Steenhout in Vollezele, maar waarvan het grootste deel van het land op het grondgebied van Oetingen ligt. Het gebied wordt beheerd door Agentschap voor Natuur en Bos.

## Demografische ontwikkeling
- Bronnen:NIS, Opm:1831 tot en met 1970=volkstellingen; 1976 = inwoneraantal op 31 december

## Cultuur

### Onderwijs
- Oetingen heeft een kleuterschool: De Bron en een lagere school: De Oester.
- In Oetingen bevindt zich de Brussels Photonics Campus Gooik van de VUB

### Media

#### Cinematografie
Het dorp figureerde als het dorp van Kamiel in de film Oesje! uit 1997 van Chris Van den Durpel. Het dorp heette in de film Klapsteke. Uitsluitend de dorpsscènes zijn hier opgenomen. Zoals in de film, waar Kamiel zijn eigendom dreigt te verliezen ten voordele van een projectontwikkelaar, wordt het landelijk karakter van Oetingen vandaag bedreigd door verschillende bouwprojecten.

### Evenementen en sport
Oetingen staat in de deelgemeenten van Gooik bekend om zijn actieve gemeenschap.
- Foensjenfeesten: Deze vonden van 1996 tot enkele jaren geleden jaarlijks plaats in het laatste weekend van augustus. Foensj is het plaatselijk dialect voor 'paddenstoel (afkomstig van het Latijn fungus 'paddenstoel'). Deze feesten worden georganiseerd door de plaatselijke KWB en omvatten voornamelijk sportactiviteiten. Verschillende straten en buurten namen het daarbij tegen mekaar op. Jaarlijks wordt er ook een toernooi voor kleiduifschieten georganiseerd.
- Oetingen heeft sinds 2003 een Joggingclub, JC Oetingen, die jaarlijks een wedstrijd Dwars door Oetingen organiseren.[10]
- Oetingen heeft een voetbalclub, SK Oetingen, zij spelen in 2 de Provenciale B.[11]
- De wielerwedstrijd IWT Jong Maar Moedig start en eindigt jaarlijks in het dorpscentrum.
- Wereldrecords: In 2017 verbraken twee Oetingenaren het wereldrecord aan één stuk door barbecueën. Zij stonden 51uur, 51minuten en 51 seconden onafgebroken achter de barbecue. In 2018 verbraken twee andere inwoners het wereldrecord aan één stuk airhockey spelen. Zij speelden 48 uur. De opbrengsten van beide acties gingen integraal naar goede doelen binnen de gemeente Gooik.

## Nabijgelegen kernen
Vollezele, Lieferinge, Strijland, Leerbeek
Deelgemeenten: Galmaarden · Gooik · Herne · Herfelingen · Kester · Leerbeek · Oetingen · Sint-Pieters-Kapelle · Tollembeek · Vollezele

Overige dorpen en gehuchten: Drie Egypten · Gemelingen · Kesterbrugge · Kokejane · Kwakenbeek · Oplombeek · Rode · Sint-Paulus · Strijland · Wilderen · Woestijn

Belgische gemeenten · Arrondissement Halle-Vilvoorde · Vlaams-Brabant · Vlaanderen